# Joan Baixeras i Berenguer
Joan Baixeras i Berenguer   (Castellterçol, 21 de novembre de 1913 - Barbastre, 15 d'agost de 1936) fou un religiós claretià. És venerat com a beat per l'Església Catòlica.
Va ingressar al col·legi claretià de Cervera. Va continuar els seus estudis a Alagó, Solsona i Barbastre. A l'inici de la Guerra civil espanyola, fou executat, juntament amb els seus companys de comunitat, per milicians anarquistes.
El 25 d'octubre de 1992 fou beatificat pel Papa Joan Pau II. El seu germà Miquel va ser beatificat el 21 d'octubre de 2017.